# Dryope melanderi
Dryope melanderi är en tvåvingeart som först beskrevs av Steyskal 1957.  Dryope melanderi ingår i släktet Dryope och familjen buskflugor. Inga underarter finns listade i Catalogue of Life.